# Сенармон, Анри Юро де
Анри Юро де Сенармон (фр. Henri Hureau de Sénarmont; 6 сентября 1808, Broué — 30 июня 1862, Париж) — французский физик и минералог.

## Биография
Из дворянской семьи военных артиллеристов. Племянник генерала Александра Антуана Юро де Сенармона (1769—1810), сыгравшего решающую роль во французской победе в битве при Фридланде, сердце которого, по приказу Наполеона, было захоронено в Пантеоне. Внук  генерала Александра Франсуа Юро де Сенармона (1732—1805), командующего французской артиллерии в решающем сражении при Вальми.
В 1828 году окончил Политехническую школу, а в 1831 году — Горную школу. В 1852 году сменил Франсуа Сюльписа Бёдан в составе Французской Академии наук. С 1856 по 1862 год был профессором физики в Политехнической школе, сменив на этой должности Огюста Браве.
Работы Сенармона касались проводимости кристаллов и поляризации света. Он был создателем призмы Сенармона.
Именем Анри Юро де Сенармона назван минерал сенармонтит, добываемый в Алжире.